# Siergiej Baszyłow
Siergiej Wasiljewicz Baszyłow (ros. Сергей Васильевич Башилов, ur. 27 października 1923 w Kimrach, zm. 26 marca 2005 w Moskwie) – radziecki polityk, minister budownictwa przedsiębiorstw przemysłu ciężkiego ZSRR (1986).
Rosjanin, od 1940 studiował w Moskiewskim Instytucie Inżynierów Transportu Kolejowego, 1941-1945 w Armii Czerwonej, następnie do 1950 kontynuował studia. Od 1947 w WKP(b), pracował w truście transportowym w obwodzie tiumeńskim, od 1952 główny inżynier zarządu trustu montażowo-budowlanego, od 1954 zarządca trustu "Irtyszlestransstroj" w Tiumeni, od 1958 szef zarządu budownictwa Sownarchozu w Tiumeni, od 1963 w Ministerstwie Budownictwa Rosyjskiej FSRR w Swierdłowsku, od 1967 w Ministerstwie Budownictwa Przedsiębiorstw Przemysłu Ciężkiego ZSRR, od 1976 szef wydziału Państwowego Komitetu Planowania (Gosplanu) ZSRR. Od grudnia 1979 minister budownictwa w Rejonach Dalekiego Wschodu i Zabajkala ZSRR, od czerwca 1983 przewodniczący Państwowego Komitetu ZSRR ds. Budownictwa, od stycznia do sierpnia 1986 minister budownictwa przedsiębiorstw przemysłu ciężkiego ZSRR, od sierpnia 1986 do kwietnia 1989 minister budownictwa w rejonach Uralu i Zachodniej Syberii ZSRR, następnie na emeryturze. 1981-1986 zastępca członka, a 1986-1990 członek KC KPZR. Deputowany do Rady Najwyższej ZSRR 10 i 11 kadencji.

## Odznaczenia
- Order Lenina (dwukrotnie)
- Order Rewolucji Październikowej
- Order Czerwonego Sztandaru Pracy (dwukrotnie)
- Order Wojny Ojczyźnianej I klasy